# Arrondissement administratif de Louvain
Pour les articles homonymes, voir Arrondissement de Louvain.
L'arrondissement administratif de Louvain est un des deux arrondissements administratifs de la province du Brabant flamand en Région flamande (Belgique). L’arrondissement a une superficie de 1 169,24 km2 et possède une population de 531 038 habitants au 1er janvier 2025.
L'arrondissement est également un arrondissement judiciaire.

## Histoire
Il est l'héritier de l'arrondissement de Louvain créé sous le Premier Empire comme subdivision du département de la Dyle et qui cessa d'exister en tant qu'arrondissement français le 11 avril 1814.
La Belgique, annexée au nouveau Royaume uni des Pays-Bas, reprend cependant les structures administratives de l'époque napoléonienne, et l'ancien département de la Dyle devient en 1815 la province du Brabant-Méridional, puis après l'indépendance belge le 4 octobre 1830, la province de Brabant.
Les habitants des communes formant l'arrondissement administratif de Louvain étaient  majoritairement néerlandophones. Mais ce n'est qu'en 1878 que l'usage du néerlandais dans les actes administratifs fut autorisé dans l'arrondissement au côté du français jusqu'alors seul langue officielle en Belgique.
La loi du 2 août 1963, officialisant la création de la frontière linguistique, place l'arrondissement de Louvain dans la région de langue néerlandaise.
Au même moment, son territoire perd quelques communes comme Neerheylissem, Opheylissem, L'Écluse et Zétrud-Lumay rattachées à l'arrondissement de Nivelles.
Le 1er janvier 1995, l'arrondissement est rattaché à la nouvelle province du Brabant flamand, née de la scission de la province de Brabant.

## Districts/Cantons
- district de Diest
  - Aarschot
  - Diest
  - Haacht
- Landen
- Louvain
- district de Tirlemont
  - Glabbeek
  - Léau
  - Tirlemont

## Communes et leurs sections
Communes
| - Aarschot - Begijnendijk - Bekkevoort - Bertem - Bierbeek - Boortmeerbeek - Boutersem - Diest - Geetbets - Glabbeek |

| - Haacht - Herent - Hoegaarden - Holsbeek - Huldenberg - Keerbergen - Kortenaken - Kortenberg - Landen - Léau (Zoutleeuw) |

| - Linter - Louvain (Leuven) - Lubbeek - Montaigu-Zichem - Oud-Heverlee - Rotselaar - Tervuren - Tielt-Winge - Tirlemont (Tienen) - Tremelo |

Sections
| - Aarschot - Assent - Attenhoven - Attenrode - Averbode - Baal - Begijnendijk - Bekkevoort - Bertem - Betekom - Bierbeek - Binkom - Blanden - Boortmeerbeek - Bost - Boutersem - Budingen - Bunsbeek - Courtrai-Dutsel (Kortrijk-Dutsel) - Deurne - Diest - Dormaal - Drieslinter - Duisburg - Eliksem - Erps-Kwerps - Everberg - Ezemaal - Geetbets - Gelrode - Glabbeek-Zuurbemde - Gossoncourt (Goetsenhoven) - Grazen |

| - Haacht - Haasrode - Hakendover - Halle-Booienhoven - Hautem-Sainte-Marguerite (Sint-Margriete-Houtem) - Helen-Bos - Herent - Hever - Heverlee - Hoegaarden - Hoeleden - Holsbeek - Houtain-l'Évêque (Walshoutem) - Houwaart - Huldenberg - Kaggevinne - Kapellen - Keerbergen - Kerkom - Kersbeek-Miskom - Kessel-Lo - Korbeek-Dijle - Korbeek-Lo - Kortenaken - Kortenberg - Kumtich - Laar - Landen - Langdorp - Léau (Zoutleeuw) - Leefdaal - Linden - Loonbeek |

| - Louvain (Leuven) - Lovenjoel - Lubbeek - Meensel-Kiezegem - Meerbeek - Meldert - Melkwezer - Messelbroek - Molenbeek-Wersbeek - Molenstede - Montaigu (Scherpenheuvel) - Neerhespen - Neerijse - Neerlanden - Neerlinter - Neervelp - Neerwinden - Nieuwrode - Oorbeek - Oplinter - Opvelp - Orsmaal-Gussenhoven - Ottenburg - Oud-Heverlee - Outgaarden - Overhespen - Overwinden - Pellenberg - Ransberg - Rillaar - Rhode-Sainte-Agathe (Sint-Agatha-Rode) - Rhode-Saint-Pierre (Sint-Pieters-Rode) - Roosbeek |

| - Rotselaar - Rummen - Rumsdorp - Schaffen - Weert-Saint-Georges - Testelt - Tervuren - Tielt - Tildonk - Tirlemont (Tienen) - Tremelo - Vaalbeek - Veltem-Beisem - Vertrijk - Vissenaken - Vossem - Waanrode - Walsbets - Wamont (Waasmont) - Wange - Webbekom - Werchter - Wespelaar - Wezemaal - Wezeren - Willebringen - Wilsele - Winghe-Saint-Georges (Sint-Joris-Winge) - Winksele - Wommersom - Zichem |

## Démographie
- Source:Statbel - De:1806 à 1980=recensement de la population au 31 décembre; depuis 1990= population au 1er janvier[1]